# Rădenii Vechi
Rădenii Vechi (in russo Старые Радены?, Starye Radeny) è un comune della Moldavia situato nel distretto di Ungheni di 2.039 abitanti al censimento del 2004.